# Calendario UCI Femenino 2023
El Calendario UCI Femenino 2023 (oficialmente: Women Elite Ranking), también denominado Ranking UCI Femenino 2023, empezó el 29 de enero en España con la Women Cycling Pro Costa De Almería y finalizará el 29 de octubre en Ecuador con la Vuelta Femenina al Ecuador.

## Equipos, carreras y categorías
- Para la lista de equipos profesionales véase: Equipos

En estas carreras pueden participar prácticamente todos los equipos. Las únicas limitaciones se sitúan en que los equipos amateurs no pueden participar en las carreras del UCI WorldTour Femenino 2023 (las de mayor categoría) y los equipos mixtos solo pueden participar en las carreras .2 (las de menor categoría).
En los Campeonatos Continentales (CC) también pueden puntuar todo tipo de equipos y corredoras de ese continente; y dependiendo la legislación de su federación continental también pueden participar, sin poder puntuar, corredoras fuera de ese continente.

### Categorías
Fuera del UCI WorldTour Femenino 2023 destacarán las XX carreras de categoría .Pro y .1 (XX por etapas y XX de un día). En el siguiente cuadro se muestran las carreras más destacadas con esa puntuación ordenado por países.
| Carrera                                                                   | Categoría |
| ------------------------------------------------------------------------- | --------- |
| Omloop Het Nieuwsblad-vrouwen elite / Circuit Het Nieuwsblad-Femmes Elite | 1.Pro     |
| Nokere Koerse femenina                                                    | 1.Pro     |
| Gran Premio Bruno Beghelli Femenino                                       | 1.Pro     |
| Festival Luxemburgués de Ciclismo Femenino Elsy Jacobs                    | 2.Pro     |
| Tour de Thüringe Femenino                                                 | 2.Pro     |
| Giro de Italia Femenino                                                   | 2.Pro     |
| Vuelta a la Comunidad Valenciana Femenina                                 | 1.1       |
| Setmana Ciclista Valenciana                                               | 2.1       |
| Gran Premio Ciudad de Eibar                                               | 1.1       |
| Clásica Navarra                                                           | 1.1       |
| Emakumeen Nafarroako Klasikoa                                             | 1.1       |
| BeNe Ladies Tour                                                          | 2.1       |
| A través de Flandes                                                       | 1.1       |
| Dwars door de Westhoek                                                    | 1.1       |
| Gooik-Geraardsbergen-Gooik                                                | 1.1       |
| Lotto Belgium Tour                                                        | 2.1       |
| SPAR Flanders Diamond Tour                                                | 1.1       |
| Spar-Omloop van het Hageland-Tielt-Winge                                  | 1.1       |
| Trofeo Maarten Wynants                                                    | 1.1       |

| Carrera                                   | Categoría |
| ----------------------------------------- | --------- |
| Grand Prix Cycliste de Gatineau - RR      | 1.1       |
| Grand Prix Cycliste de Gatineau - ITT     | 1.1       |
| Winston Salem Cycling Classic             | 1.1       |
| Independence Cycling Classic              | 1.1       |
| La Classique Morbihan                     | 1.1       |
| Gran Premio de Plumelec-Morbihan Femenino | 1.1       |
| Chrono Champenois-Trophée Européen        | 1.1       |
| Chrono des Nations                        | 1.1       |
| Giro del Trentino Alto Adige-Südtirol     | 1.1       |
| Giro de Emilia Femenino                   | 1.1       |
| EPZ Omloop van Borsele                    | 1.1       |
| Tour de Polonia Femenino                  | 2.1       |
| Tour de Yorkshire                         | 1.1       |
| 947 Cycle Challenge                       | 1.1       |
| Tour de Tailandia                         | 2.1       |

Además, al igual que en los Circuitos Continentales UCI, también puntúan los campeonatos nacionales de ruta y contrarreloj (CN) así como el Campeonato Mundial (CM) de ese año.

## Calendario
- Para las carreras de máxima categoría véase: UCI WorldTour Femenino 2023

Las siguientes son las 94 carreras que componen actualmente el calendario UCI Femenino 2023 (actualizado por la UCI a febrero de 2023), aunque el calendario puede sufrir modificaciones a lo largo de la temporada con la inclusión de nuevas carreras o exclusión de otras.
| Calendario UCI Femenino 2023 | Calendario UCI Femenino 2023 | Calendario UCI Femenino 2023                     | Calendario UCI Femenino 2023 | Calendario UCI Femenino 2023 |
| Fecha                        | País                         | Carrera                                          | Ganador                      |                              |
| ---------------------------- | ---------------------------- | ------------------------------------------------ | ---------------------------- | ---------------------------- |
| 29 de ene                    | España                       | Women Cycling Pro Costa De Almería               | Arianna Fidanza              |                              |
| 4 de feb                     | Chipre                       | Aphrodite Cycling Race ITT                       | Antri Christoforou           |                              |
| 5 de feb                     | Turquía                      | Grand Prix Apollon Temple                        | Sevinch Yuldasheva           |                              |
| 5 de feb                     | España                       | Vuelta a la Comunitat Valenciana Feminas         | Floortje Mackaij             |                              |
| 8 de feb                     | Chipre                       | Aphrodite Cycling Race-Women for future          | Antri Christoforou           |                              |
| 11 de feb                    | Chipre                       | Aphrodite's Sanctuary Cycling Race               | Jesse Vandenbulcke           |                              |
| 11 de feb                    | España                       | Clàssica d'Almeria                               | Emilie Fortin                |                              |
| 16 – 19 de febrero           | España                       | Setmana Ciclista Valenciana                      | Justine Ghekiere             |                              |
| 26 de feb                    | Bélgica                      | Omloop van het Hageland                          | Lorena Wiebes                |                              |
| 28 de feb                    | Bélgica                      | Le Samyn femenina                                | Marta Bastianelli            |                              |
| 1 de mar                     | Croacia                      | Umag Trophy Ladies                               | Alessia Vigilia              |                              |
| 5 de mar                     | Italia                       | Trofeo Oro in Euro                               | Gaia Realini                 |                              |
| 5 de mar                     | Croacia                      | Poreč Trophy Ladies                              | Yanina Kuskova               |                              |
| 7 – 11 de marzo              | Italia                       | Trofeo Ponente in Rosa                           | Jolanda Neff                 |                              |
| 10 de mar                    | Países Bajos                 | Drentse Acht van Westerveld                      | cancelada                    |                              |
| 10 – 12 de marzo             | España                       | Vuelta Extremadura Féminas                       | Megan Armitage               |                              |
| 15 de mar                    | Bélgica                      | Nokere Koerse femenina                           | Lotte Kopecky                |                              |
| 17 – 19 de marzo             | Francia                      | Tour de Normandie Féminin                        | Cédrine Kerbaol              |                              |
| 29 de mar                    | Bélgica                      | A Través de Flandes femenina                     | Demi Vollering               |                              |
| 5 de abr                     | Bélgica                      | Scheldeprijs femenina                            | Lorena Wiebes                |                              |
| 8 – 10 de abril              | Tailandia                    | Tour de Tailandia femenino                       | Lee Eun Hee                  |                              |
| 10 de abr                    | Bélgica                      | Ronde de Mouscron                                | Martina Fidanza              |                              |
| 12 de abr                    | Bélgica                      | Flecha Brabanzona Femenina                       | Silvia Persico               |                              |
| 16 de abr                    | Francia                      | Grand Prix de Chambéry                           | Victorie Guilman             |                              |
| 22 de abr                    | Países Bajos                 | Omloop van Borsele                               | Linda Zanetti                |                              |
| 25 de abr                    | Italia                       | Gran Premio della Liberazione femenino           | Silvia Zanardi               |                              |
| 26 – 30 de abril             | Estados Unidos               | Tour de Gila                                     | Austin Killips               |                              |
| 27 – 30 de abril             | República Checa              | Gracia-Orlová                                    | Jenny Rissveds               |                              |
| 29 – 30 de abril             | Luxemburgo                   | Festival Elsy Jacobs                             | Ally Wollaston               |                              |
| 29 de abr                    | Bélgica                      | Circuit de la vallée de la Lys                   | Julia Kopecky                |                              |
| 29 de abr                    | España                       | ReVolta                                          | Claire Steels                |                              |
| 5 de may                     | Francia                      | La Classique Morbihan                            | Gaia Masetti                 |                              |
| 6 de may                     | Francia                      | Gran Premio de Plumelec-Morbihan Femenino        | Grace Brown                  |                              |
| 6 de may                     | Bélgica                      | Grote Prijs Euromat                              | Amalie Dideriksen            |                              |
| 7 de may                     | Bélgica                      | Trofeo Maarten Wynants                           | Chiara Consonni              |                              |
| 9 – 13 de mayo               | Francia                      | Tour de Bretaña femenino                         | Grace Brown                  |                              |
| 10 de may                    | España                       | Clásica Féminas de Navarra                       | Riejanne Markus              |                              |
| 16 de may                    | España                       | Durango-Durango Emakumeen Saria                  | Ashleigh Moolman-Pasio       |                              |
| 18 – 21 de mayo              | Estados Unidos               | Joe Martin Stage Race Women                      | Lauren Stephens              |                              |
| 19 de may                    | Países Bajos                 | Veenendaal Veenendaal Classic Femenina           | Lotte Kopecky                |                              |
| 20 de may                    | Países Bajos                 | Omloop der Kempen Ladies                         | Charlotte Kool               |                              |
| 21 de may                    | Bélgica                      | Antwerp Port Epic Ladies                         | Marthe Truyen                |                              |
| 23 – 28 de mayo              | Alemania                     | Tour de Turingia femenino                        | Lotte Kopecky                |                              |
| 25 – 28 de mayo              | República Checa              | Tour de Feminin-O cenu Ceskeho Svycarska         | Olha Kulynych                |                              |
| 27 de may                    | Estonia                      | Ladies Tour of Estonia                           | Olga Shekel                  |                              |
| 28 de may                    | España                       | Gran Premio Ciudad de Eibar                      | Olivia Baril                 |                              |
| 29 de may                    | Bélgica                      | Grand Prix Mazda Schelkens                       | Dina Scavone                 |                              |
| 31 de mayo – 4 de junio      | España                       | Vuelta Ciclista Andalucia (women)                | Katrine Aalerud              |                              |
| 3 – 4 de junio               | Serbia                       | Belgrade GP Woman Tour                           | Nikola Bajgerová             |                              |
| 4 de jun                     | Bélgica                      | Dwars door de Westhoek                           | Pfeiffer Georgi              |                              |
| 4 de jun                     | Francia                      | Alpes Gresivaudan Classic                        | Évita Muzic                  |                              |
| 9 – 11 de junio              | Francia                      | Tour Féminin International des Pyrénées          | Marta Cavalli                |                              |
| 10 de jun                    | Bélgica                      | Dwars door het Hageland (women)                  | Lotte Kopecky                |                              |
| 11 de jun                    | Bélgica                      | Diamond Tour                                     | Julie De Wilde               |                              |
| 14 – 18 de junio             | Bélgica                      | Tour de Bélgica femenino                         | cancelada                    |                              |
| 2 de jul                     | Alemania                     | Tour de Berlin Feminin                           | Elena Hartmann               |                              |
| 8 de jul                     | Eslovaquia                   | Ladies Race Slovakia                             | Linda Zanetti                |                              |
| 9 de jul                     | Bélgica                      | 2-Districtenpijl                                 | Lieke Nooijen                |                              |
| 12 – 16 de julio             | Bélgica                      | BeNe Ladies Tour                                 | Lucinda Brand                |                              |
| 16 de jul                    | Alemania                     | Women's Cycling Grand Prix Stuttgart & Region    | Elena Pirrone                |                              |
| 26 – 30 de julio             | Colombia                     | Vuelta a Colombia Femenina                       | Lilibeth Chacón              |                              |
| 28 – 30 de julio             | Polonia                      | Princess Anna Vasa Tour                          | Valeriya Kononenko           |                              |
| 1 de ago                     | Francia                      | Kreiz Breizh Elites femenina                     | Giorgia Vettorello           |                              |
| 1 – 3 de agosto              | Suecia                       | Tour de Upsala                                   | cancelada                    |                              |
| 12 de ago                    | Francia                      | La Périgord Ladies                               | Amber Kraak                  |                              |
| 13 de ago                    | Francia                      | La Picto-Charentaise                             | Gladys Verhulst              |                              |
| 15 de ago                    | Bélgica                      | GP Yvonne Reynders                               | Eline Van Rooijen            |                              |
| 18 de ago                    | Bélgica                      | Konvert Kortrijk Koerse                          | Daria Pikulik                |                              |
| 19 de ago                    | Bélgica                      | Grand Prix Oetingen                              | Simone Boilard               |                              |
| 19 de ago                    | Turquía                      | Grand Prix Kaisareia women                       | Olga Zabelínskaya            |                              |
| 22 de ago                    | Bélgica                      | Egmont Cycling Race Women                        | Heidi Franz                  |                              |
| 24 – 27 de agosto            | Italia                       | Giro de la Toscana-Memorial Michela Fanini       | Alessia Vigilia              |                              |
| 3 de sep                     | Bélgica                      | Grand Prix Beerens                               | Chiara Consonni              |                              |
| 5 – 11 de septiembre         | Francia                      | Tour Cycliste Féminin International de l'Ardèche | Marta Cavalli                |                              |
| 9 de sep                     | Francia                      | À travers les Hauts-de-France                    | Valentine Fortin             |                              |
| 10 de sep                    | Francia                      | Gran Premio de Fourmies femenino                 | Marta Lach                   |                              |
| 13 de sep                    | Bélgica                      | Grisette Grand Prix de Wallonie                  | Marta Lach                   |                              |
| 15 – 16 de septiembre        | Bélgica                      | Trophée des Grimpeuses                           | Karlijn Swinkels             |                              |
| 16 de sep                    | Canadá                       | Chrono Gatineau                                  | Anna Kiesenhofer             |                              |
| 17 de sep                    | Francia                      | Gran Premio de Isbergues Femenino                | Valentine Fortin             |                              |
| 17 de sep                    | Canadá                       | Gran Premio Ciclista de Gatineau                 | Megan Jastrab                |                              |
| 30 de sep                    | Italia                       | Giro de Emilia Femenino                          | Cecilie Uttrup Ludwig        |                              |
| 1 de oct                     | Italia                       | Trofeo Baracchi féminin                          | cancelada                    |                              |
| 3 de oct                     | Italia                       | Tres Valles Varesinos Femenino                   | Liane Lippert                |                              |
| 3 de oct                     | Bélgica                      | Binche-Chimay-Binche féminin                     | Pfeiffer Georgi              |                              |
| 4 – 8 de octubre             | Siria                        | International Syrian Tour Women                  | cancelada                    |                              |
| 10 – 11 de octubre           | República Popular China      | Tour de Wenzhou femenina                         | cancelada                    |                              |
| 12 – 15 de octubre           | Costa Rica                   | Vuelta Internacional Femenina a Costa Rica       | Lilibeth Chacón              |                              |
| 15 de oct                    | Francia                      | Chrono des Nations femenina                      | Anna Kiesenhofer             |                              |

## Clasificaciones Parciales (UCI World Ranking Femenino)
- No existe una clasificación exclusiva de este calendario. En el Ranking UCI Femenino se incluyen las 23 carreras del UCI WorldTour Femenino 2023. Esta clasificación se basa en los resultados de las últimas 52 semanas de acuerdo con el sistema "rolling", mismo sistema que el Ranking ATP y Ranking WTA de tenis.

Estas son las clasificaciones finales

### Individual
| Posición | Corredor     | Equipo | Puntos |
| -------- | ------------ | ------ | ------ |
| 1.º      | '            |        |        |
| 2.º      | Bandera de ? |        |        |
| 3.º      | Bandera de ? |        |        |
| 4.º      | Bandera de ? |        |        |
| 5.º      | Bandera de ? |        |        |

### Clasificación por equipos
Esta clasificación se calcula sumando los puntos de las cinco mejores corredoras de cada equipo. Los equipos con el mismo número de puntos se clasifican de acuerdo a su corredora mejor clasificado.
| Posición | Equipo       | Puntos |
| -------- | ------------ | ------ |
| 1.º      | Bandera de ? |        |
| 2.º      | Bandera de ? |        |
| 3.º      | Bandera de ? |        |
| 4.º      | Bandera de ? |        |
| 5.º      | Bandera de ? |        |

### Países
La clasificación por países se calcula sumando los puntos de las cinco mejores corredoras de cada país. Los países con el mismo número de puntos se clasifican de acuerdo a su corredora mejor clasificado.
| Posición | País         | Puntos |
| -------- | ------------ | ------ |
| 1.º      | Bandera de ? |        |
| 2.º      | Bandera de ? |        |
| 3.º      | Bandera de ? |        |
| 4.º      | Bandera de ? |        |
| 5.º      | Bandera de ? |        |